# Bourke Place
Bourke Place  — хмарочос у Мельбурні, Австралія. Висота 53-поверхового будинку становить 223 метри, з урахуванням антени 254 метри, він є п'ятим за висотою хмарочосом Австралії. Розташований за адресою Бурк-стріт 600. Будівництво було розпочато в 1990 і завершено в 1991 році.
Проект будинку було розроблено компанією Godfrey & Spowers. Раніше був штаб-квартирою компанії BHP Billiton, проте потім головний офіс переїхав в новий будинок.